# O Guds Lamm (Graduale Romanum IX)
O Guds Lamm från Graduale Romanum IX är ett moment i den kristna mässan som heter Agnus Dei och den är skriven på 1200-talet.

## Publicerad i
- Graduale Romanum IX
- Höghandskriften
- Gudstjänstordning 1976, del II Musik. (bearbetad)
- Den svenska kyrkohandboken 1986 under O Guds Lamm.